# فرانك إس. بلاك
فرانك إس. بلاك (بالإنجليزية: Frank S. Black) هو مُحرِّر وصحفي ومحامي وسياسي أمريكي، ولد في 8 مارس 1853 في مقاطعة يورك في الولايات المتحدة، وتوفي في 22 مارس 1913 في تروي في الولايات المتحدة. حزبياً، نشط في الحزب الجمهوري. وقد انتخب حاكم نيويورك ‏ (1897 – 31 ديسمبر 1898) وانتخب عضو مجلس النواب الأمريكي.